# Topalu
Topalu is een Roemeense gemeente in het district Constanța.
Topalu telt 1831 inwoners.